# Jeux du Canada d'été de 1969
Les Jeux du Canada d'été de 1969 sont des compétitions sportives qui ont opposé les provinces et les territoires du Canada en 1969.
Les Jeux du Canada sont présentés tous les deux ans, en alternance l'hiver et l'été. En 1969, les jeux ont eu lieu à Halifax-Dartmouth en Nouvelle-Écosse du 16 août au 24 août 1969.

## Tableau des médailles
| Province                  | Or | Argent | Bronze | Total |
| ------------------------- | -- | ------ | ------ | ----- |
| Alberta                   | 10 | 9      | 20     | 39    |
| Colombie-Britannique      | 36 | 43     | 21     | 100   |
| Manitoba                  | 1  | 7      | 10     | 18    |
| Île du Prince-Édouard     | 1  | 0      | 0      | 1     |
| Nouveau-Brunswick         | 1  | 1      | 1      | 3     |
| Nouvelle-Écosse           | 3  | 8      | 7      | 18    |
| Ontario                   | 51 | 24     | 29     | 104   |
| Québec                    | 9  | 14     | 17     | 40    |
| Terre-Neuve-et-Labrador   | 0  | 0      | 1      | 1     |
| Territoires du Nord-Ouest | 0  | 0      | 0      | 0     |
| Saskatchewan              | 1  | 5      | 6      | 12    |
| Yukon                     | 0  | 0      | 0      | 0     |

### LIen externe
- « Jeux d'été du Canada 1969 - Halifax-Dartmouth », Conseil des Jeux du Canada